# Вайсгласс, Сара
Сара Вайсгласс (англ. Sara Waisglass, род. 3 июля 1998, Торонто, Онтарио) — канадская актриса, наиболее известная своими ролями Фрэнки Холлингсворт в фильмах «Деграсси: Следующее поколение» и «Деграсси: Новый класс», Трейси в «Заложник смерти» и Куин в «Киллджойс». Сейчас она играет Максин в сериале Netflix «Джинни и Джорджия».

## Биография
Сара родилась 3 июля 1998 года в Торонто, Онтарио, в еврейской семье. Она дочь Джеффа и Тессы Вайсгласс – у девушки есть родная сестра Карли. Сара училась в Средней школе Эрла Хейга, а также окончила в Йоркский университет, получив диплом по сценарному мастерству.

Актриса очень разносторонняя и яркая личность, обожает цитировать в речи людей и произведения. А писательство, по словам самой Сары, – это путь, который она хочет развивать по мере развития своей карьеры. Также девушка любит играть на фортепиано и петь:
«Если у меня плохой день, и я просто иду и вою на фортепиано в течение часа. Это освежает своей экспрессией, и это всегда заставляет меня чувствовать себя в безопасности», – рассказала Сара Вайсгласс в интервью для издания Schön!.

## Карьера
В 2007 году Вайсгласс пробилась в индустрию развлечений в качестве детской актрисы, дебютировав на телевидении, сыграв восьмилетнюю Джейн в «Шоу Джейн». В 2008 году Вайсгласс дебютировала на большом экране в психологическом триллере Жиля Бурдо «Заложник смерти» вместе с Джон Малкович и Эванджелин Лилли. В 2009 году она продолжила играть детскую роль в 29 эпизодах сериала «Отменено!». Однажды она снялась в рекламе KFC.
В 2015 году Вайсгласс появилась в биографическом драматическом фильме Антона Корбейна «Лайф» в актерском составе, в который входили Роберт Паттинсон и Бен Кингсли. В том же году Вайсгласс была номинирована на «Лучшая повторяющаяся молодая актриса 16–21 лет» на церемонии вручения наград Награда молодых артистов 2015 года за исполнение главной роли Фрэнки Холлингсворт в фильме «Деграсси: Следующее поколение».
В 2017 году Вайсгласс сыграла сводную сестру Мэри Робин в фильме Молли МакГлинн «Мэри идет по кругу», который был показан на Кинофестивале в Торонто – 2017. В 2020 году она сыграла Мэдисон Сент-Клер в восьми эпизодах сверхъестественного драматического сериала «Октябрьская фракция».

В 2021 году Вайсгласс сыграла Максин в комедийном сериале Netflix «Джинни и Джорджия», в состав которого входили Бриэнн Хауи, Антония Джентри, Челси Кларк и Кэти Дуглас. Девушка играет активного, творческого и эмоционального подростка. По сюжету Макс – лучшая подруга главной героини Джинни (они живут в доме напротив), а также сестра-двойняшка Маркуса, с которым у Джинни проходит любовная линия. Отец Макс и Маркуса глухонемой, именно поэтому все разговоры в его присутствии дублируются на язык жестов (ASL).
«ASL необычен, и определенно одна из моих любимых частей работы над сериалом. Я так много из него почерпнула, и Крис [Кенопик], который играет моего отца, всегда такой веселый», – поделилась актриса Сара Вайсгласс в интервью для издания Schön!.

## Фильмография

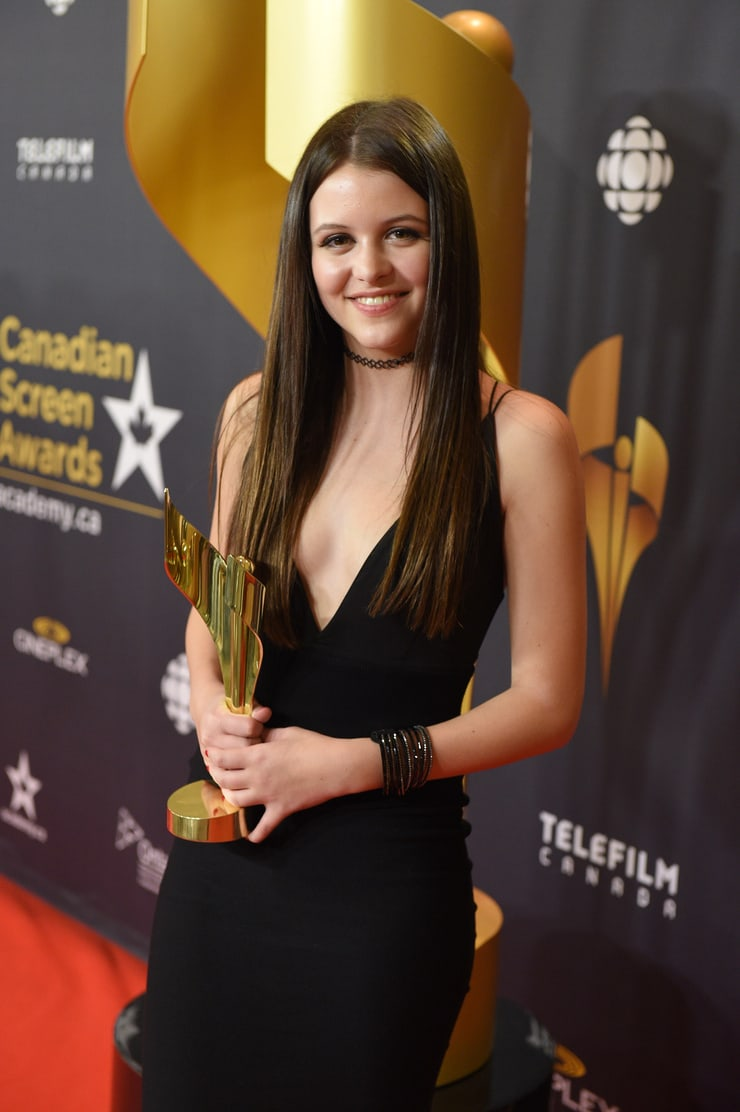
Вайсгласс в 2016 году

### Кино
- 2008 — «Заложник смерти»
- 2008 — «Полив мистера Какао»
- 2015 — «Деграсси: Не оглядывайся назад»
- 2015 — «Лайф»
- 2016 — «Праздничная радость»
- 2017 — «Мэри идет по кругу»

### Телевидение
- 2007 — «Шоу Джейн»
- 2009 − 2010 — «Отменено!»
- 2013 − 2014 — «Деграсси: Следующее поколение»
- 2014 — «Деграсси: Минис»
- 2016 − 2017 — «Деграсси: Новый класс»
- 2017 — «Хороший доктор»
- 2017 — «Киллджойс»
- 2018 — «Форс-мажоры»
- 2018 − 2022 — «Холли Хобби»
- 2020 — «Октябрьская фракция»
- 2021 − настоящее время — «Джинни и Джорджия»